# Jonatan Cerrada
Jonatan Cerrada (* 12. September 1985 in Lüttich) ist ein belgischer Popsänger mit spanischen Wurzeln.

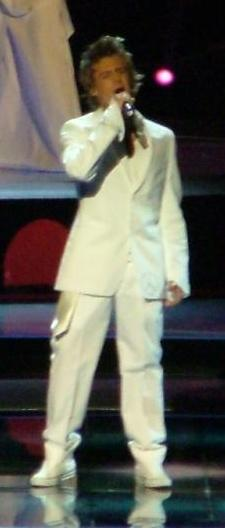
Jonatan Cerrada beim ESC 2004

## Hintergrund
2003 gewann er die erste Staffel der französischen Castingshow À la Recherche du Nouvelle Star. In der Folge gelangten sowohl seine Single Je voulais te dire que je t'attends als auch sein Album Siempre 23 in die Top Ten der französischen Charts. Mit seinem Lied A chaque pas nahm er 2004 am Eurovision Song Contest für Frankreich teil und belegte den 15. Platz.

## Diskografie

### Alben
- 2003: Siempre 23
- 2005: La Preuve du contraire

### Singles
- 2003: Je voulais te dire que je t’attends
- 2003: Rien ne me changera
- 2004: À chaque pas (Eurovision Song Contest 2004)
- 2005: Mon Paradis
- 2005: Libre comme l’air
- 2006: Ne m’en veux pas
- 2007: Ruban Noir